# Philanthropin Vechelde

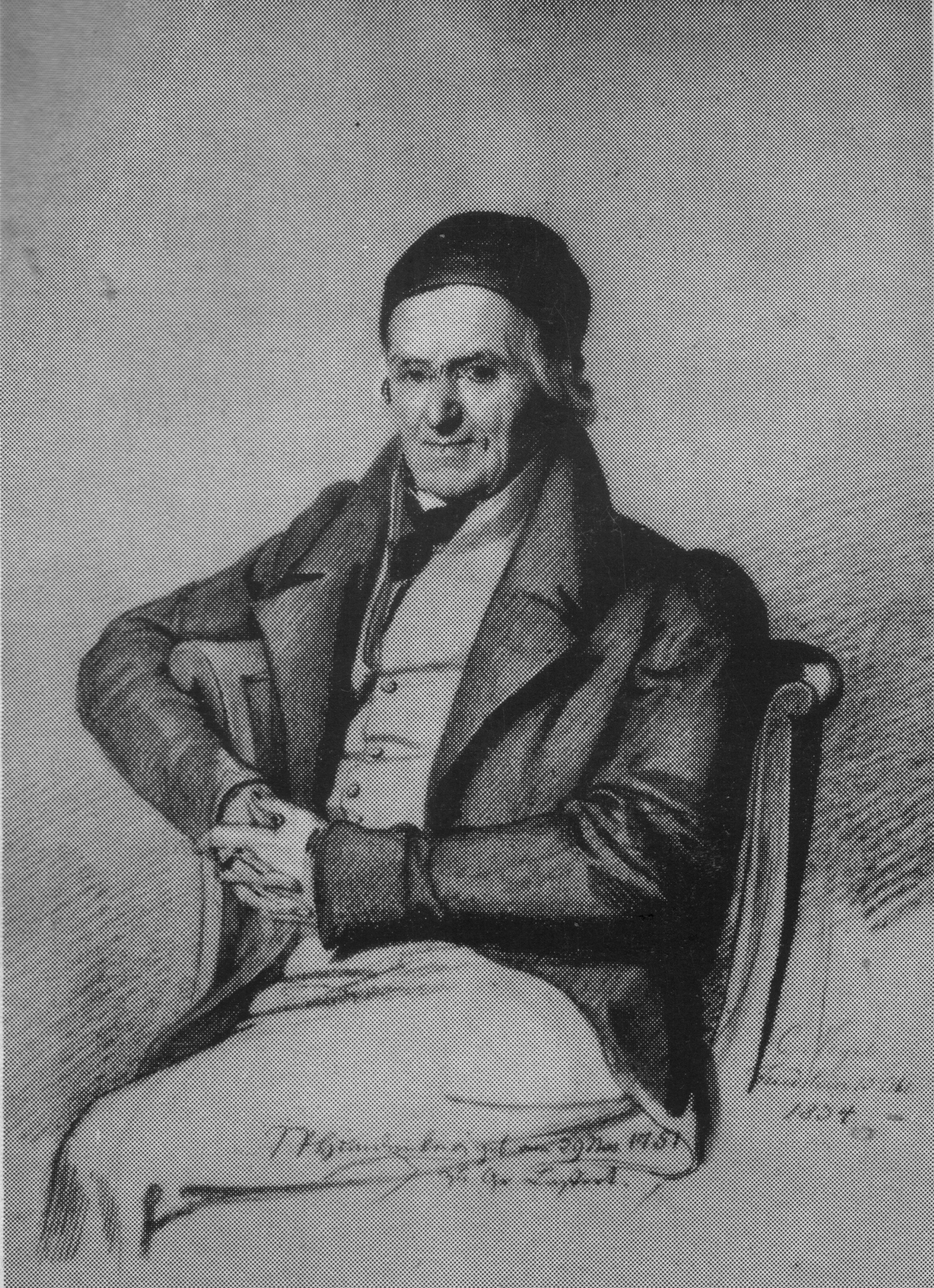
Johann Peter Hundeiker

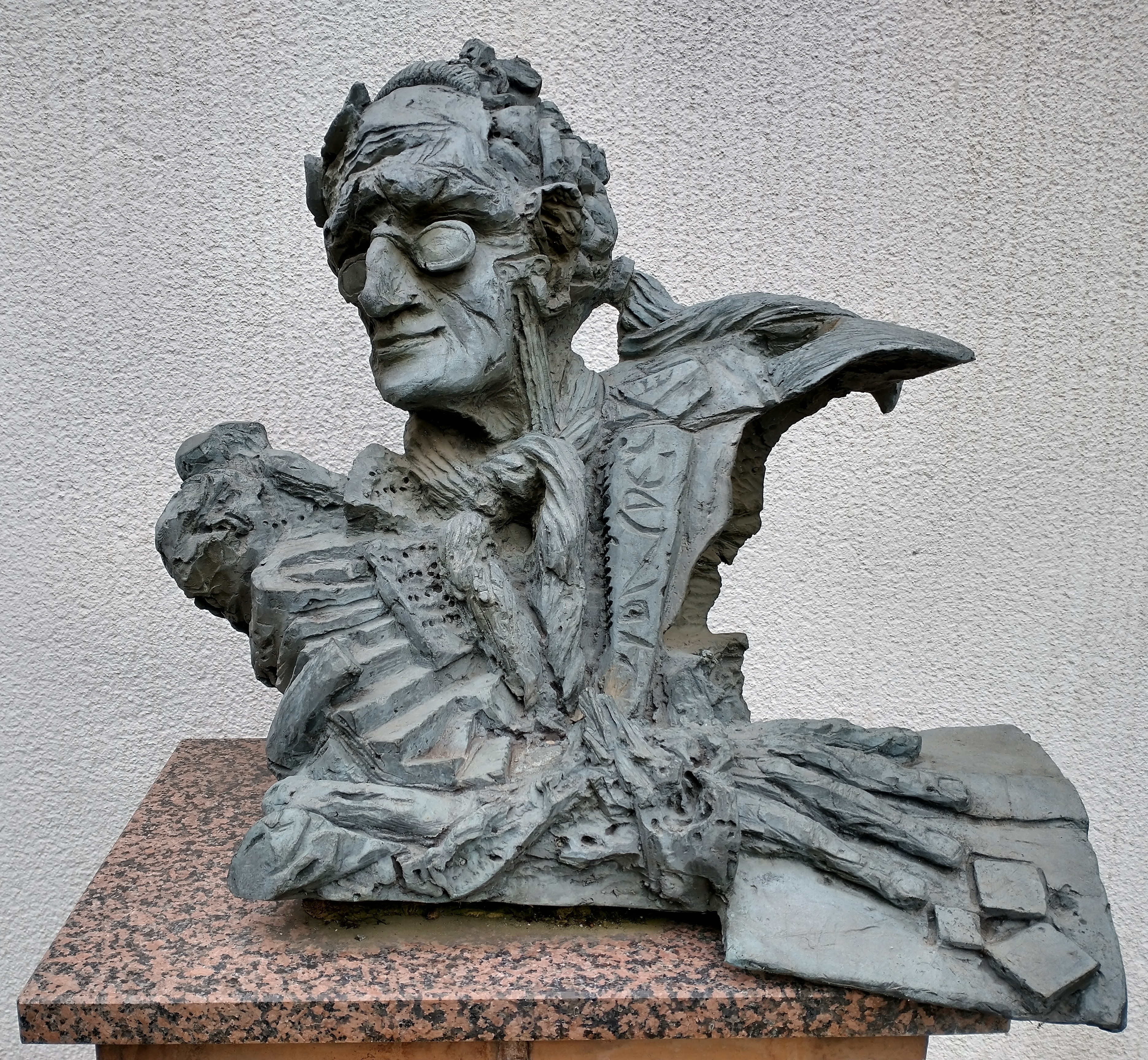
Büste des Johann Peter Hundeiker im Schlossgarten Vechelde,
Ben Siebenrock 1979

Das Philanthropin in Vechelde bei Braunschweig war ein von 1804 bis 1819 bestehendes, privates Schulinstitut, das nach den Grundsätzen des Philanthropismus unterrichtete. Die Geschichte dieser „Erziehungsanstalt für höhere Stände“ ist eng verknüpft mit dem pädagogischen Wirken Johann Peter Hundeikers.

## Geschichte
Angeregt durch die Arbeit des Pädagogen Johann Bernhard Basedow an dessen Schule in Dessau, dem Philanthropinum Dessau, gründete Hundeiker die Vechelder Einrichtung nach dem Dessauer Vorbild. Unterstützung fand er durch den Herzog Karl Wilhelm Ferdinand von Braunschweig, der ihm dafür das in der Nähe Braunschweigs liegende Landschloss Vechelde überließ. Die Schulgründung erfolgte am 29. Oktober 1804, die feierliche Einweihung am 10. Juni 1805.
Obwohl als Erziehungsanstalt für „höhere Stände“ konzipiert und von Hundeiker auch stets so beschrieben, richteten sich die Lehrinhalte durchaus nicht nur an Schüler aus adeligen Familien, sondern auch an jene des Bürgertums und an Schüler ausländischer Herkunft. So wurde das Institut auch von Schülern aus Russland, England, Schweden und anderen Ländern besucht. Der Lehrplan enthielt Inhalte wie moderne Sprachen, Naturwissenschaften, Gymnastik und Tanz sowie kaufmännisches Rechnen und Handelsgeografie.
Das Bildungskonzept sollte die Jugendlichen in allem für das Leben Notwendige zu tüchtigen lebensfrohen Menschen zu erziehen. Dies ausschließlich durch freundliche, liebevolle Unterweisung. Hundeiker vertrat entgegen Basedow jedoch die Meinung Joachim Heinrich Campes, dass die gesamte Lehre einer Veränderung der gesellschaftlichen Verhältnisse dienen solle. Basedow sah das philanthropische Bildungsideal in der Vorbereitung auf die bestehenden Verhältnisse.
Nach dem Tod des Herzogs am 10. November 1806 folgte die Periode des vom französischen Kaiser Napoleon Bonaparte geschaffenen Königreiches Westphalen. Als die westphälische Regierung beabsichtigte, das Schloss Vechelde zu verkaufen und Hundeiker dadurch die Existenz seiner Schule gefährdet sah, erwarb er das Gebäude aus eigenen Mitteln.
Durch die napoléonischen Kriege verminderte sich die Zahl der Schüler beträchtlich, insbesondere die Schüler aus Ländern außerhalb des Braunschweiger Territoriums blieben aus. Im Jahr 1809 hatte das Institut etwa 30 bis 40 Schüler. Als nach der napoléonischen Zeit, unter der Regierung des Braunschweiger Herzogs  Karl II., der Verkauf angefochten und die Rückgabe des Schlosses gefordert wurde, akzeptierte Hundeiker einen gerichtlichen Vergleich. Er übergab dem Herzogtum Braunschweig das Schloss Vechelde gegen eine jährliche Rente.
Nach fünfzehnjährigem Bestehen löste er im Oktober 1819 seine Erziehungsanstalt in Vechelde auf. Hundeiker zog in die Lößnitz bei Dresden, wo er bis 1823 an Carl Langs Knabenerziehungsanstalt auf Schloss Wackerbarth unterrichtete und sich später weiteren schriftstellerischen Arbeiten widmete.
Das Schloss wurde im Jahr 1880 abgerissen und durch ein neoklassizistisches Gebäude ersetzt. Bis zum 1. Januar 1972 diente es als Sitz des Amtsgerichts Vechelde. Heute wird es als Bürgerzentrum genutzt. Der Park blieb erhalten.

## Bekannte Lehrer
- Johann Ahrend Christian Faber (1766–1834), deutscher Pädagoge, Theologe und Philologe
- Wilhelm August Förstemann (1791–1836), deutscher Pädagoge und Mathematiker
- Karl Ludwig Wilhelm Francke (1796–1870), deutscher Pädagoge und Philologe
- Johann Peter Hundeiker (1751–1836), deutscher Pädagoge und herzoglich braunschweigischer Schulrat
- Gerhard Julius Hundeiker (1784–1854), deutscher Pädagoge und Romanschriftsteller
- Wilhelm Theodor Hundeiker (1786–1828), deutscher Pädagoge und Philologe
- Hans Rudolf Schröter (1798–1842), deutscher Pädagoge, Mathematiker und Historiker
- Johann Heinrich Westphal (1794–1831), deutscher Pädagoge, Astronom und Schriftsteller

## Bekannte Schüler
- August von Geyso (1802–1861), Staatsminister im Herzogtum Braunschweig
- Ferdinand Mackeldey (1784–1834), deutscher Rechtswissenschaftler und Hochschullehrer der Universitäten Helmstedt, Marburg und Bonn
- Eduard Schmidt von der Launitz (1797–1869), deutscher Bildhauer und Kunsthistoriker

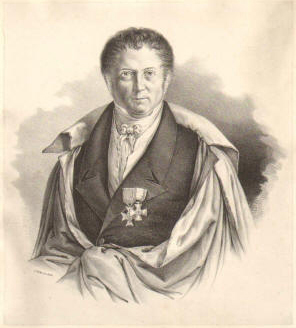
Ferdinand Mackeldey (1784–1834)
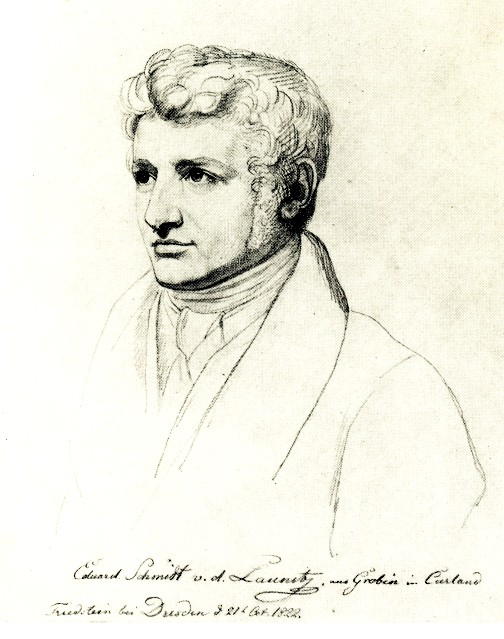
Eduard Schmidt von der Launitz (1797–1869)